# Natação no Campeonato Europeu de Esportes Aquáticos de 2016 - 200 m costas masculino
A prova dos 200 metros costas masculino da natação no Campeonato Europeu de Esportes Aquáticos de 2016 ocorreu nos dias 20 e 21 de maio em Londres, no Reino Unido. 

## Calendário
| Fase          | Data       | Hora  |
| ------------- | ---------- | ----- |
| Eliminatórias | 20 de maio | 10:00 |
| Semifinal     | 20 de maio | 19:08 |
| Final         | 21 de maio | 17:18 |

Todos os horários estão no horário local (UTC+0)

## Recordes
Antes desta competição, os recordes eram os seguintes:
| Recorde mundial       | Aaron Peirsol    | 1:51.92 | Roma     | 31 de julho de 2009 |
| Recorde europeu       | Evgeny Rylov     | 1:54.21 | Moscou   | 21 de abril de 2016 |
| Recorde do campeonato | Radosław Kawęcki | 1:55.28 | Debrecen | 26 de maio de 2012  |

## Medalhistas
| Ouro                   | Prata                 | Bronze             |
| Radosław Kawęcki (POL) | Yakov Toumarkin (ISR) | Danas Rapšys (LTU) |

## Resultados

### Eliminatórias
Esses foram os resultados das eliminatórias. 
| Pos. | Bateria | Raia | Nadador               | Nacionalidade | Tempo   | Notas |
| ---- | ------- | ---- | --------------------- | ------------- | ------- | ----- |
| 1    | 5       | 6    | Dávid Földházi        | Hungria       | 1:57.69 | Q     |
| 2    | 5       | 4    | Radosław Kawęcki      | Polónia       | 1:58.41 | Q     |
| 3    | 4       | 4    | Yakov Toumarkin       | Israel        | 1:58.44 | Q     |
| 4    | 5       | 3    | Gábor Balog           | Hungria       | 1:58.70 | Q     |
| 5    | 5       | 5    | Luke Greenbank        | Reino Unido   | 1:58.81 | Q     |
| 6    | 3       | 4    | Danas Rapšys          | Lituânia      | 1:58.95 | Q     |
| 7    | 4       | 3    | Christopher Ciccarese | Itália        | 1:59.08 | Q     |
| 8    | 5       | 2    | Ádám Telegdy          | Hungria       | 1:59.10 |       |
| 9    | 4       | 5    | Luca Mencarini        | Itália        | 1:59.19 | Q     |
| 10   | 4       | 6    | Balázs Zámbó          | Hungria       | 1:59.34 |       |
| 11   | 3       | 6    | Benjamin Stasiulis    | França        | 2:00.17 | Q     |
| 12   | 3       | 7    | Roman Dmitriyev       | Chéquia       | 2:00.42 | Q     |
| 13   | 3       | 5    | Grigory Tarasevich    | Rússia        | 2:00.45 | Q     |
| 14   | 4       | 8    | Petter Fredriksson    | Suécia        | 2:00.91 | Q     |
| 15   | 3       | 8    | Kristian Kron         | Suécia        | 2:01.01 | Q     |
| 16   | 2       | 9    | Robert Glință         | Roménia       | 2:01.09 | Q     |
| 17   | 3       | 3    | Apostolos Christou    | Grécia        | 2:01.14 | Q     |
| 18   | 4       | 2    | Mattias Carlsson      | Suécia        | 2:01.24 |       |
| 19   | 4       | 1    | Anton Loncar          | Croácia       | 2:01.47 | Q     |
| 20   | 1       | 3    | Pavel Janeček         | Chéquia       | 2:01.64 |       |
| 21   | 2       | 5    | Teo Kolonić           | Croácia       | 2:01.73 |       |
| 22   | 3       | 0    | Daniel Martin         | Roménia       | 2:01.82 |       |
| 23   | 4       | 0    | Tomáš Franta          | Chéquia       | 2:01.96 |       |
| 24   | 5       | 1    | Nils Van Audekerke    | Bélgica       | 2:02.07 |       |
| 25   | 2       | 1    | Max Litchfield        | Reino Unido   | 2:02.29 |       |
| 26   | 5       | 9    | Marko Krce Rabar      | Croácia       | 2:02.33 |       |
| 27   | 5       | 0    | Yuval Safra           | Israel        | 2:02.39 |       |
| 28   | 4       | 9    | Arthur Polyak         | Israel        | 2:02.59 |       |
| 29   | 2       | 2    | Ege Başer             | Turquia       | 2:02.95 |       |
| 30   | 3       | 9    | Boris Kirillov        | Azerbaijão    | 2:03.32 |       |
| 31   | 4       | 7    | Lander Hendrickx      | Bélgica       | 2:03.47 |       |
| 32   | 5       | 7    | David Gamburg         | Israel        | 2:03.71 |       |
| 33   | 2       | 7    | Ģirts Feldbergs       | Letônia       | 2:03.94 |       |
| 34   | 3       | 1    | Axel Pettersson       | Suécia        | 2:03.96 |       |
| 35   | 2       | 4    | Joan Pons             | Espanha       | 2:04.29 |       |
| 36   | 2       | 6    | Gabriel Lopes         | Portugal      | 2:04.33 |       |
| 37   | 2       | 8    | Gytis Stankevičius    | Lituânia      | 2:04.84 |       |
| 38   | 1       | 6    | Marcin Tarczyński     | Polónia       | 2:04.89 |       |
| 39   | 1       | 4    | Ergecan Gezmiş        | Turquia       | 2:05.55 |       |
| 40   | 2       | 0    | Michail Kontizas      | Grécia        | 2:06.31 |       |
| 41   | 1       | 5    | Andrei Gussev         | Estónia       | 2:10.49 |       |
| 42   | 2       | 2    | Carl-Louis Schwarz    | Alemanha      | DNS     |       |
| 42   | 3       | 2    | Joseph Hulme          | Reino Unido   | DNS     |       |
| 42   | 5       | 8    | Nils Liess            | Suíça         | DNS     |       |

### Semifinal
Esses foram os resultados das semifinais. 
Semifinal 1
| Pos. | Raia | Nadador            | Nacionalidade | Tempo   | Notas |
| ---- | ---- | ------------------ | ------------- | ------- | ----- |
| 1    | 3    | Danas Rapšys       | Lituânia      | 1:57.35 | Q     |
| 2    | 4    | Radosław Kawęcki   | Polónia       | 1:57.39 | Q     |
| 3    | 5    | Gábor Balog        | Hungria       | 1:59.04 | Q     |
| 4    | 6    | Luca Mencarini     | Itália        | 1:59.05 | Q     |
| 5    | 2    | Roman Dmitriyev    | Chéquia       | 1:59.53 |       |
| 6    | 1    | Robert Glință      | Roménia       | 2:00.91 |       |
| 7    | 8    | Anton Loncar       | Croácia       | 2:01.80 |       |
| 8    | 7    | Petter Fredriksson | Suécia        | 2:02.13 |       |

Semifinal 2
| Pos. | Raia | Nadador               | Nacionalidade | Tempo   | Notas |
| ---- | ---- | --------------------- | ------------- | ------- | ----- |
| 1    | 8    | Apostolos Christou    | Grécia        | 1:57.41 | Q     |
| 2    | 5    | Yakov Toumarkin       | Israel        | 1:57.95 | Q     |
| 3    | 6    | Christopher Ciccarese | Itália        | 1:58.50 | Q     |
| 4    | 7    | Grigory Tarasevich    | Rússia        | 1:58.55 | Q     |
| 5    | 3    | Luke Greenbank        | Reino Unido   | 1:59.21 |       |
| 6    | 4    | Dávid Földházi        | Hungria       | 1:59.48 |       |
| 7    | 2    | Benjamin Stasiulis    | França        | 2:00.45 |       |
| 8    | 1    | Kristian Kron         | Suécia        | 2:00.90 |       |

### Final
Esse foi o resultado da final. 
| Pos.              | Raia | Nadador               | Nacionalidade | Tempo   | Notas |
| ----------------- | ---- | --------------------- | ------------- | ------- | ----- |
| Medalha de ouro   | 5    | Radosław Kawęcki      | Polónia       | 1:55.98 |       |
| Medalha de prata  | 6    | Yakov Toumarkin       | Israel        | 1:56.97 |       |
| Medalha de bronze | 4    | Danas Rapšys          | Lituânia      | 1:57.22 |       |
| 4                 | 1    | Gábor Balog           | Hungria       | 1:58.66 |       |
| 5                 | 3    | Apostolos Christou    | Grécia        | 1:58.87 |       |
| 6                 | 7    | Grigory Tarasevich    | Rússia        | 1:59.31 |       |
| 7                 | 2    | Christopher Ciccarese | Itália        | 1:59.45 |       |
| 8                 | 8    | Luca Mencarini        | Itália        | 2:02.04 |       |

Legenda
| Recorde mundial       | Recorde mundial (World record)               |                       | Recorde africano                      | Recorde africano (African) |                                           | Q | Classificado por posição (Qualified) |
| Recorde do campeonato | Recorde do campeonato (Championship record)  | Recorde da América    | Recorde da América (Americas)         | q                          | Classificado por melhor tempo (Qualified) |   |                                      |
| Melhor marca do ano   | Melhor marca do ano (World leading)          | Recorde asiático      | Recorde asiático (Asian)              | DNS                        | Não largou (Did not start)                |   |                                      |
| Recorde nacional      | Recorde nacional (National record)           | Recorde europeu       | Recorde europeu (European)            | DNF                        | Não terminou (Did not finish)             |   |                                      |
| Recorde pessoal       | Recorde pessoal do atleta (Personal best)    | Recorde da Oceania    | Recorde da Oceania (Oceania)          | DSQ / DQ                   | Desclassificado (Disqualified)            |   |                                      |
| Recorde da temporada  | Recorde da temporada do atleta (Season best) | Recorde sul-americano | Recorde sul-americano (South America) | NM                         | Sem marca (No mark)                       |   |                                      |